# Jody J. Daniels
Pour les articles homonymes, voir Daniels.
Jody J.Daniels est une lieutenant général (LTG) dans l'armée des États-Unis, qui est le 34ème (et la première femme) chef de la réserve de l'armée (Chief of Army Reserve) et la 9e générale dirigeant le Commandement de la réserve de l'armée américaine (depuis 2020). Elle obtient sa qualification par l'intermédiaire du Corps de formation des officiers de réserve de l'armée en 1983. En juillet 2020, Daniels est confirmé pour succéder au LTG Charles D. Luckey en tant que chef de la réserve de l'armée. 

## Etudes et carrière civile
Daniels obtient son baccalauréat à l'Université Carnegie Mellon en 1983 et a ensuite obtenu son doctorat en informatique à l'Université du Massachusetts à Amherst. Sa thèse est intitulée Retrieval of passages for information reduction. Elle a également obtenu une maîtrise en sciences des études stratégiques au U.S. Army War College.
Dans le civil, elle a été Directrice des Programmes Avancés pour les laboratoires de technologie avancée de l'entreprise Lockheed Martin (LM ATL).  

## Prix et décorations
| lien= Badge d'action de combat |

| | Médaille du service supérieur de la Défense                                   |
| Bronze oak leaf cluster · Bronze oak leaf cluster                                                     | Légion du mérite avec deux grappes de feuilles de chêne                       |
| | Médaille étoile en bronze avec grappe de feuilles de chêne                    |
| Bronze oak leaf cluster · Bronze oak leaf cluster · Bronze oak leaf cluster · Bronze oak leaf cluster | Médaille du service méritoire avec trois grappes de feuilles de chêne         |
| | Médaille de reconnaissance du service interarmées                             |
| Bronze oak leaf cluster · Bronze oak leaf cluster · Bronze oak leaf cluster                           | Médaille de reconnaissance de l'armée avec trois grappes de feuilles de chêne |
| | Médaille du service conjoint                                                  |
| Bronze oak leaf cluster                                                                               | Médaille de l'Armée avec une grappe de feuilles de chêne                      |